# Иллиссон, Леонхард-Фридрих Адович
Леонхард-Фридрих Адович Иллиссон (эст. Leonhard-Friedrich Illisson; 11 марта 1911, дер. Пори, волость Лауэнхоф (Лыве, ныне в составе волости Пыдрала), Валкский уезд, Лифляндская губерния — 31 января 1993, Таллин, Эстония) — советский государственный и политический деятель.

## Биография
Окончил гимназию в Тырва в 1930 году и филологический факультет Тартуского университета в 1938 году. В 1938—1940 годах — инструктор Эстонского общества трезвости.
После установления советской власти в Эстонии в 1940 году вступил в ВКП(б). В годы Великой Отечественной войны — на политической работе в РККА.
В 1944—1959 годах — председатель Центрального Совета профсоюзов Эстонии — Эстонского республиканского Совета профсоюзов, одновременно — член ЦК КП Эстонии, кандидат (1948—1953) и член (1953—1958) Бюро ЦК КПЭ.
С 1959 года до ухода на пенсию в 1971 году — уполномоченный Комитета стандартов, мер и измерительных приборов при Совете Министров Эстонской ССР. Входил в руководство спортивного общества «Калев», содействовал развитию парусного спорта в Эстонии.
Избирался депутатом Верховного Совета СССР 2-го, 3-го, 4-го, 5-го созывов.
Умер в Таллине в 1993 году. Похоронен на кладбище Пярнамяэ.

## Семья
Супруга Сальме Иллиссон (Адамсон, 1911—1998), шесть детей.